# 탱크식 증기 기관차

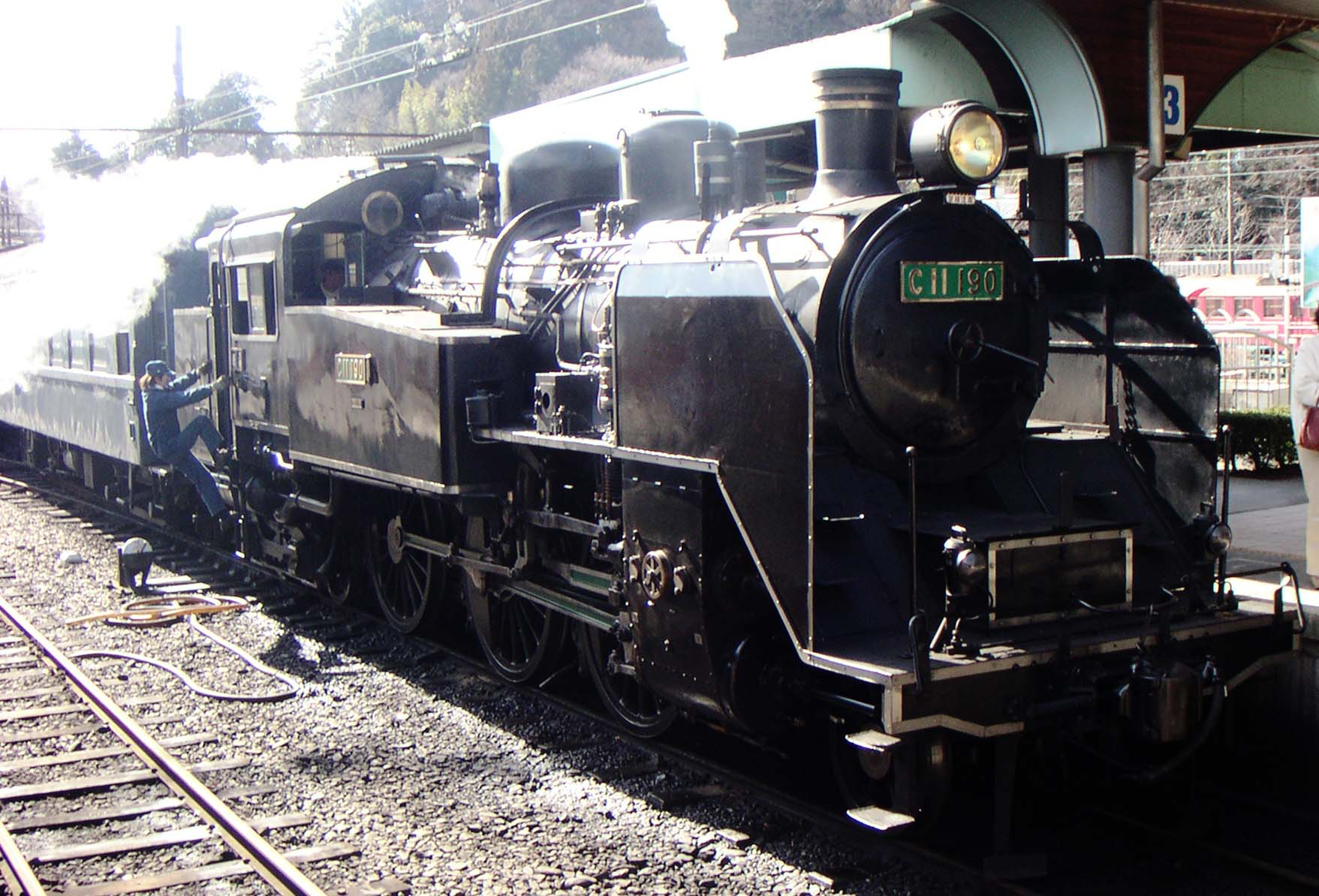
C11형 탱크 기관차(사이드 탱크식)

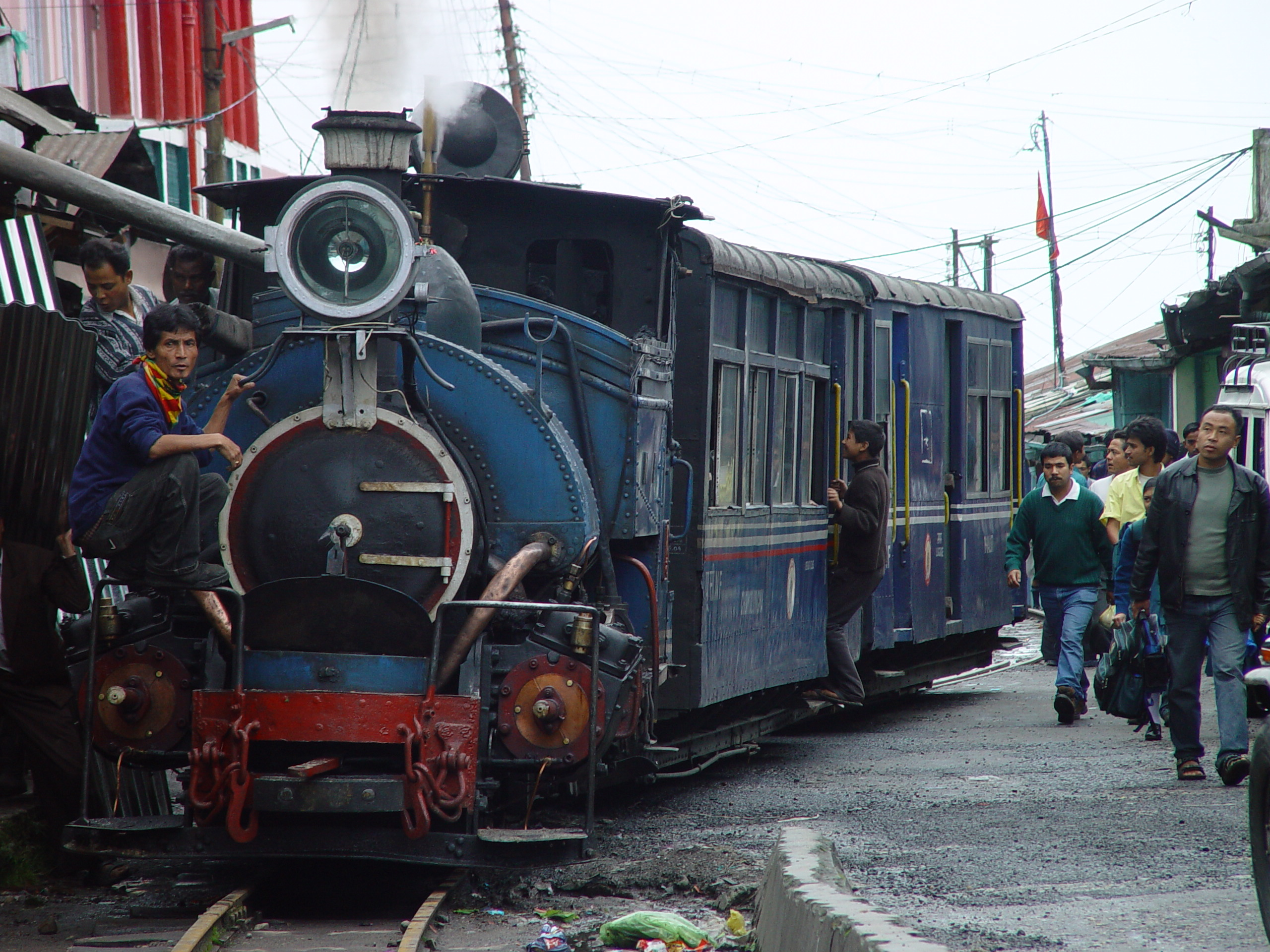
인도・다즐린 히말라야철도 탱크 기관차(안장 탱크식)

탱크식 증기 기관차(Tank Locomotive)는 탄수차를 연결하지 않고, 물하고 연료를 차체에 직접 싣고 다니면서 운행하는 증기 기관차로, 탱크 기관차라고도 부른다. 이와 반대로, 뒷부분에 탄수차가 연결된 차량은 텐더식 증기 기관차로 구분한다.

## 장점
- 그 크기가 비교적 컴팩트하며, 연결기 등의 번잡한 장치를 줄일 수 있다.
- 아울러, 후방 시야가 텐더식 증기 기관차보다 비교적 양호하기 때문에, 후진 운전이 편리하다(후진 운전 시 신호수가 필요없음).
- 물의 추가 적재를 통해 점착력을 조절할 수 있어 운전시에 활용할 수 있다.
- 또한, 비교적 소형이므로 하중이 적은데다, 운행 속도가 비교적 빠르다.
- 텐더식에 비해 제작비용이 저렴하다.

## 단점
- 텐더식에 비해 보일러의 용적을 늘리기 어려우므로, 항속거리가 짧다.
- 차량의 하중이 변동하기 때문에 운전시나 운행 계획시에 배려가 필요하다.
- 크기의 제약이 커서 출력이나 견인력 면에서 비교적 약하기 때문에, 대량 수송하고 장거리 운행에는 적합지 않다.
- 대부분의 탱크식 증기 기관차는 전차대 같은 회차 시설을 두기 어려운 지선 구간이나, 단거리 열차의 견인, 역 구내의 입환 작업 용도로 널리 사용된다.

## 종류
탱크식 증기 기관차의 경우, 물 탱크의 설치 방식에 따라서 세부적인 분류 방식이 존재한다.
새들 탱크 식
물 탱크를 보일러 위에 걸쳐놓는 듯한 형태로 설치하는 방식. 말 안장과 유사하게 설치되어 새들(saddle) 탱크라 부른다.
패니어 탱크 식
보일러의 좌우로 2개의 물탱크가 설치되어 있는 방식.
사이드 탱크 식
패니어 탱크 식과 비슷하게 좌우로 구분되어 있으나, 차체 프레임까지 탱크가 아래쪽으로 내려와 설치되어 있는 방식. 가장 흔한 방식이다.
리어 탱크 식
물 탱크가 운전석 뒤쪽의 석탄 적재함 아래에 설치되어 있는 방식.
웰 탱크 식
차량 하부에 물 탱크가 설치되어 있는 방식.

## 같이 보기
- 증기 기관차
- 텐더식 증기 기관차